# GeForce 2
La serie GeForce 2 (NV15) è la seconda generazione della linea di unità di elaborazione grafica (GPU) GeForce di Nvidia. Introdotta nel 2000, è il successore della GeForce 256.
La famiglia GeForce 2 comprendeva diversi modelli.  GeForce 2 GTS, GeForce 2 Ultra, GeForce 2 Pro e GeForce 2 Ti sono basate sull'architettura originale (NV15), variando solo per la velocità di clock del chip e della memoria. Per il segmento di fascia bassa e gli OEM, è stata creata la serie GeForce 2 MX (NV11), da cui è derivata la GeForce 2 Go per i laptop. Inoltre, l'architettura GeForce 2 è utilizzata per la serie Quadro sulle schede Quadro 2 Pro, 2 MXR e 2 EX con driver speciali destinati ad accelerare le applicazioni di progettazione assistita da computer.

## Architettura

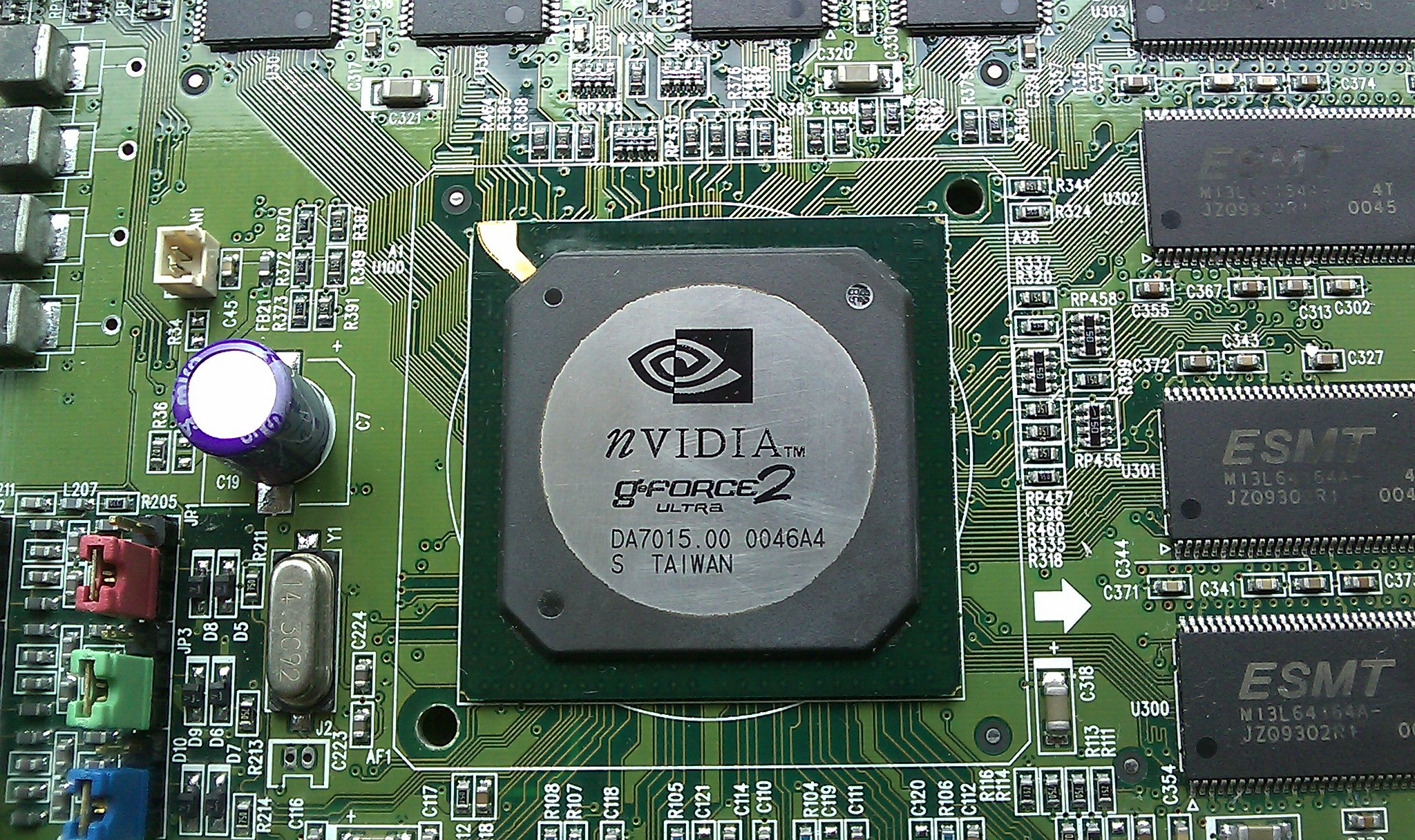
GPU GeForce2 Ultra

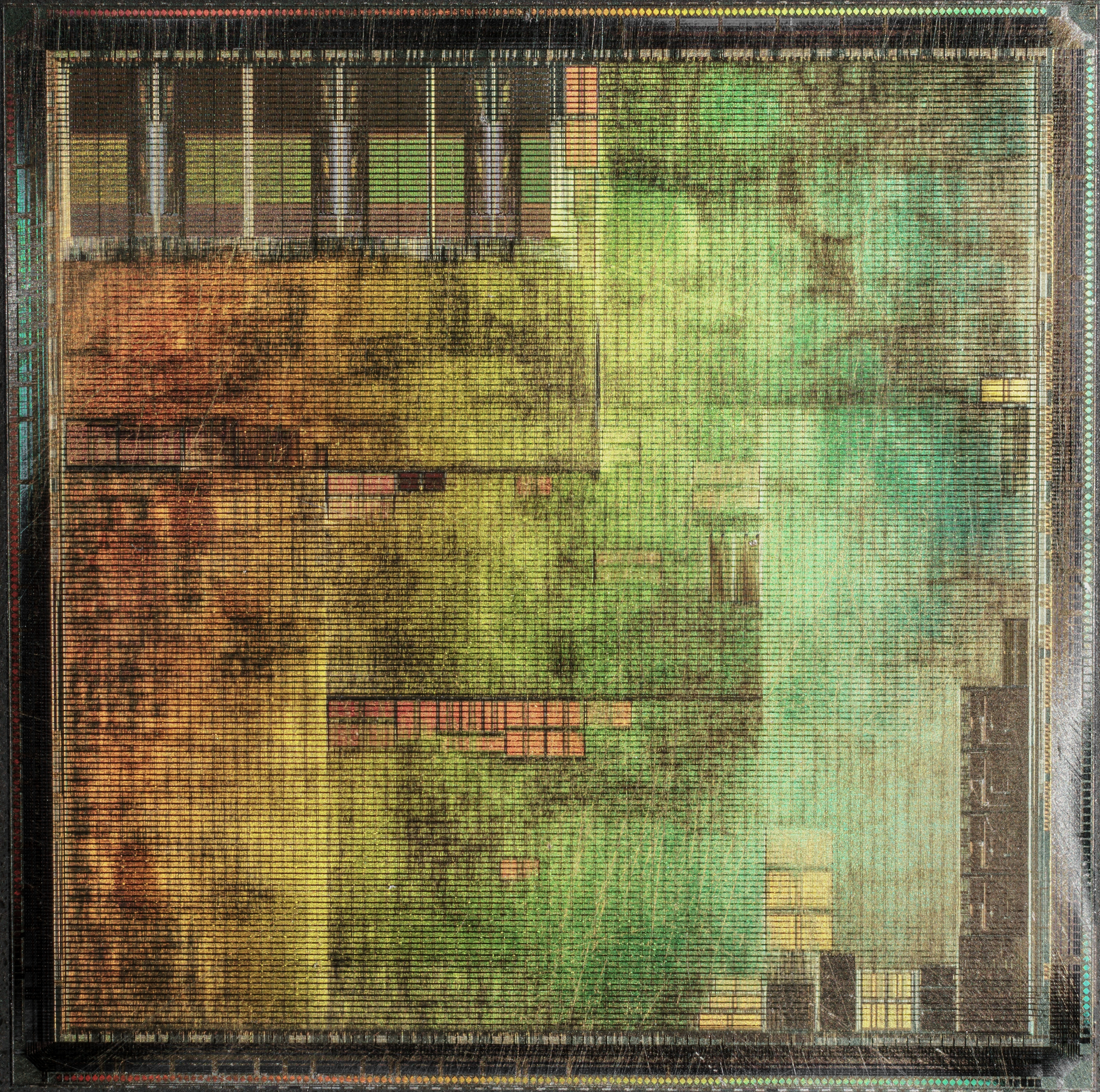
Die shot di una GPU Geforce 2

L'architettura GeForce 2 (NV15) è simile alla precedente linea GeForce 256 ma con vari miglioramenti. Rispetto alla GeForce 256 a 220 nm, la GeForce 2 è costruita su un processo di produzione a 180 nm, rendendo il silicio più denso e consentendo più transistor e una maggiore velocità di clock.  Il cambiamento più significativo per l'accelerazione 3D è l'aggiunta di una seconda unità di mappatura delle texture a ciascuna delle quattro pipeline di pixel.  Alcuni sostengono che la seconda TMU fosse presente nella Geforce NSR (Nvidia Shading Rasterizer) originale, ma il dual-texturing era disabilitato a causa di un bug hardware; la capacità unica di NSR di eseguire il filtro texture trilineare a ciclo singolo supporta questa ipotesi.  Questo raddoppia il fillrate delle texture per clock rispetto alla generazione precedente ed è il motivo del suffisso della denominazione GeForce 2 GTS: GigaTexel Shader (GTS).  La GeForce 2 introduce anche formalmente l'NSR (Nvidia Shading Rasterizer), un tipo primitivo di pipeline di pixel programmabile che è in qualche modo simile ai successivi pixel shader. Questa funzionalità è presente anche in GeForce 256 ma non è stata pubblicizzata.  Un altro miglioramento hardware è una pipeline di elaborazione video aggiornata, chiamata HDVP (processore video ad alta definizione).  HDVP supporta la riproduzione di video in movimento a risoluzioni HDTV (MP@HL).
Nei benchmark 3D e nelle applicazioni di gioco, la GeForce 2 GTS supera il suo predecessore fino al 40%. Nei giochi OpenGL (come Quake III), la scheda supera le schede ATI Radeon DDR e 3dfx Voodoo 5 5500 sia in modalità di visualizzazione a 16 bpp che a 32 bpp. Tuttavia, nei giochi Direct3D che eseguono 32 bpp, la Radeon DDR a volte è in grado di prendere il comando.
L'architettura GeForce 2 (NV15) è piuttosto limitata dalla larghezza di banda della memoria. La GPU spreca larghezza di banda della memoria e fillrate di pixel a causa dell'utilizzo non ottimizzato dello z-buffer, del disegno di superfici nascoste e di un controller RAM relativamente inefficiente.  La principale concorrenza per GeForce 2 GTS, la Radeon DDR (R100), ha funzioni hardware (chiamate HyperZ) che risolvono questi problemi. A causa della natura inefficiente delle GPU GeForce 2, non potevano avvicinarsi al loro potenziale prestazionale teorico e la Radeon, anche con la sua architettura 3D significativamente meno potente, offriva una forte concorrenza.  La successiva revisione NV17 del design NV11 utilizzata nella GeForce4 MX era più efficiente.

### Versioni
I primi modelli ad arrivare dopo l'originale GeForce 2 GTS furono la GeForce 2 Ultra e la GeForce2 MX, lanciate il 7 settembre 2000. Il 29 settembre 2000 Nvidia iniziò a spedire schede grafiche con 16 e 32 MB di memoria video.
Architettonicamente identica alla GTS, l'Ultra ha semplicemente velocità di clock di core e memoria più elevate. Pensato per essere un prodotto di nicchia, si diceva che GeForce 2 Ultra fosse destinato a impedire a 3dfx di prendere il comando con la loro Voodoo 5 6000 che alla fine non fu mai rilasciata poiché 3dfx fallì. Il modello Ultra in realtà supera i primi prodotti GeForce 3 in alcuni casi, a causa del fatto che le prime schede GeForce 3 avevano un fillrate significativamente inferiore. Tuttavia, l'Ultra perde il suo vantaggio quando viene abilitato l'anti-aliasing, a causa dei nuovi meccanismi di efficienza della larghezza di banda della memoria/fillrate della GeForce 3; inoltre la GeForce 3 ha un set di funzionalità di nuova generazione superiore con vertex e pixel shader programmabili per i giochi DirectX 8.0.
La GeForce 2 Pro, introdotta poco dopo l'Ultra, era un'alternativa alla costosa Ultra di fascia alta ed è più veloce della GTS.
Nell'ottobre 2001, la GeForce 2 Ti è stata posizionata come alternativa più economica e meno avanzata alla GeForce 3. Più veloce della GTS e della Pro ma più lenta della Ultra, la GeForce 2 Ti ha gareggiato in modo competitivo contro la Radeon 7500 (RV200), sebbene la 7500 avesse il vantaggio del supporto dual-display.  Questa versione di fascia media di GeForce 2 è stata sostituita dalla serie GeForce4 MX come scelta budget/prestazioni nel gennaio 2002.
Nella loro pagina web dei prodotti del 2001, Nvidia inizialmente ha posizionato l'Ultra come un'offerta separata dal resto della linea GeForce 2 (GTS, Pro, Ti), tuttavia alla fine del 2002 con la GeForce 2 considerata una linea di prodotti fuori produzione (essendo succeduta da GeForce 4 MX), l'Ultra è stata inclusa insieme a GTS, Pro e Ti nella pagina informativa di GeForce 2.

## GeForce 2 MX

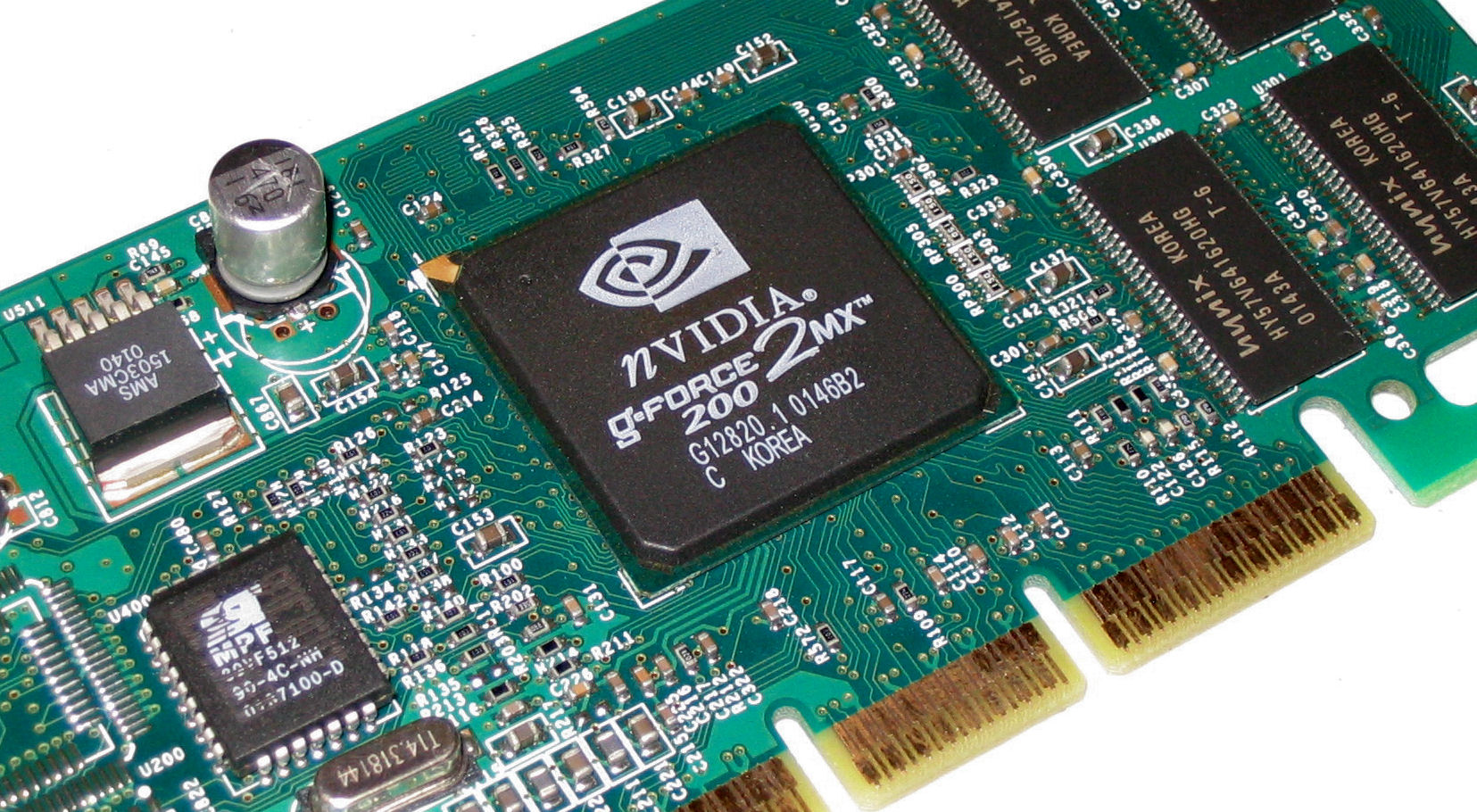
GeForce 2 MX200 AGP

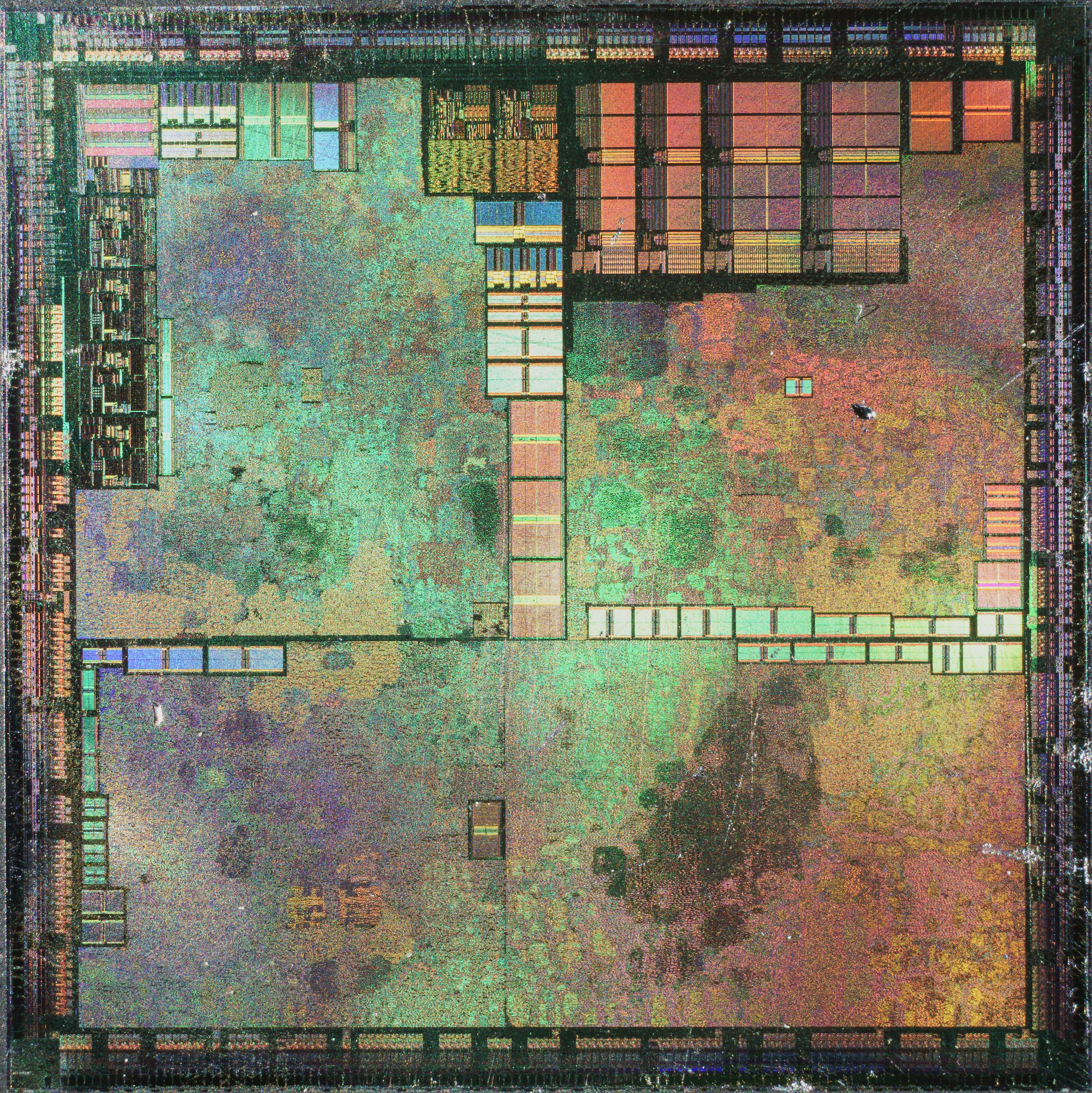
Die shot della GPU MX400

Poiché la precedente linea GeForce 256 veniva spedita senza una variante economica, la serie RIVA TNT2 fu lasciata a ricoprire il ruolo di "fascia bassa", sebbene con un set di funzionalità relativamente obsoleto. Per creare una migliore opzione di fascia bassa, Nvidia ha creato la serie GeForce 2 MX (NV11), che offriva un set di funzionalità standard simile alla normale GeForce 2 (NV15), limitato solo dalla categoria di prestazioni inferiori. Per ridurre i costi di produzione, le schede GeForce 2 MX avevano due pipeline pixel 3D rimosse e una larghezza di banda della memoria disponibile ridotta. Le schede utilizzavano SDRAM SDR o SDRAM DDR con larghezze del bus di memoria che variavano da 32 a 128 bit, consentendo di variare i costi del circuito stampato. La serie MX forniva anche il supporto dual-display, una cosa che non si trovava nella GeForce 256 e nella GeForce 2. Con prestazioni che si avvicinavano alla GeForce 256 pur essendo molto più economica da produrre, la GeForce 2 MX ebbe successo nel mercato OEM e budget.
I principali concorrenti nel segmento OEM e budget erano Radeon SDR di ATI (che con tutte le altre schede dotate di chip R100, indipendentemente dalla velocità di clock/memoria e dalla configurazione della memoria, fu in seguito rinominata collettivamente Radeon 7200), Radeon VE (RV100) (successivamente rinominata Radeon 7000) e la 3dfx Voodoo4 4500. Condividendo la stessa GPU R100 della Radeon 32MB DDR di fascia più alta (US $ 230), la Radeon SDR (US $ 150) era dotata di SDRAM SDR invece di SDRAM DDR presente nei suoi fratelli più costosi, anche se ciò non ha ridotto i costi sufficientemente da eguagliare la GeForce 2 MX. Rilasciata 3 mesi dopo la GeForce 2 MX, la Radeon SDR non aveva il supporto multi-monitor ma mostrava un rendering 3D a 32 bit più veloce rispetto alla GeForce 2 MX. La Voodoo4 4500 di 3dfx arrivò troppo tardi, oltre ad essere troppo costosa a US $ 150, ma troppo lenta per competere con le offerte di Nvidia o ATI, e mancava anche del supporto multi-monitor. Successivamente, la GPU RV100 della Radeon VE è stata notevolmente ridotta rispetto alla R100 per ridurre i costi di produzione, quindi non offriva hardware T&L, una funzionalità di rendering 3D emergente dell'epoca che era la principale attrazione di Direct3D 7. Inoltre, la Radeon VE presentava solo una singola pipeline di rendering, facendola produrre un fillrate sostanzialmente inferiore rispetto alla GeForce 2 MX. Tuttavia la Radeon VE (US $ 100) aveva il vantaggio di un software di visualizzazione dual-monitor leggermente migliore pur eguagliando la GeForce 2 MX nel prezzo.
I membri della serie includono GeForce 2 MX